# Skalna brama

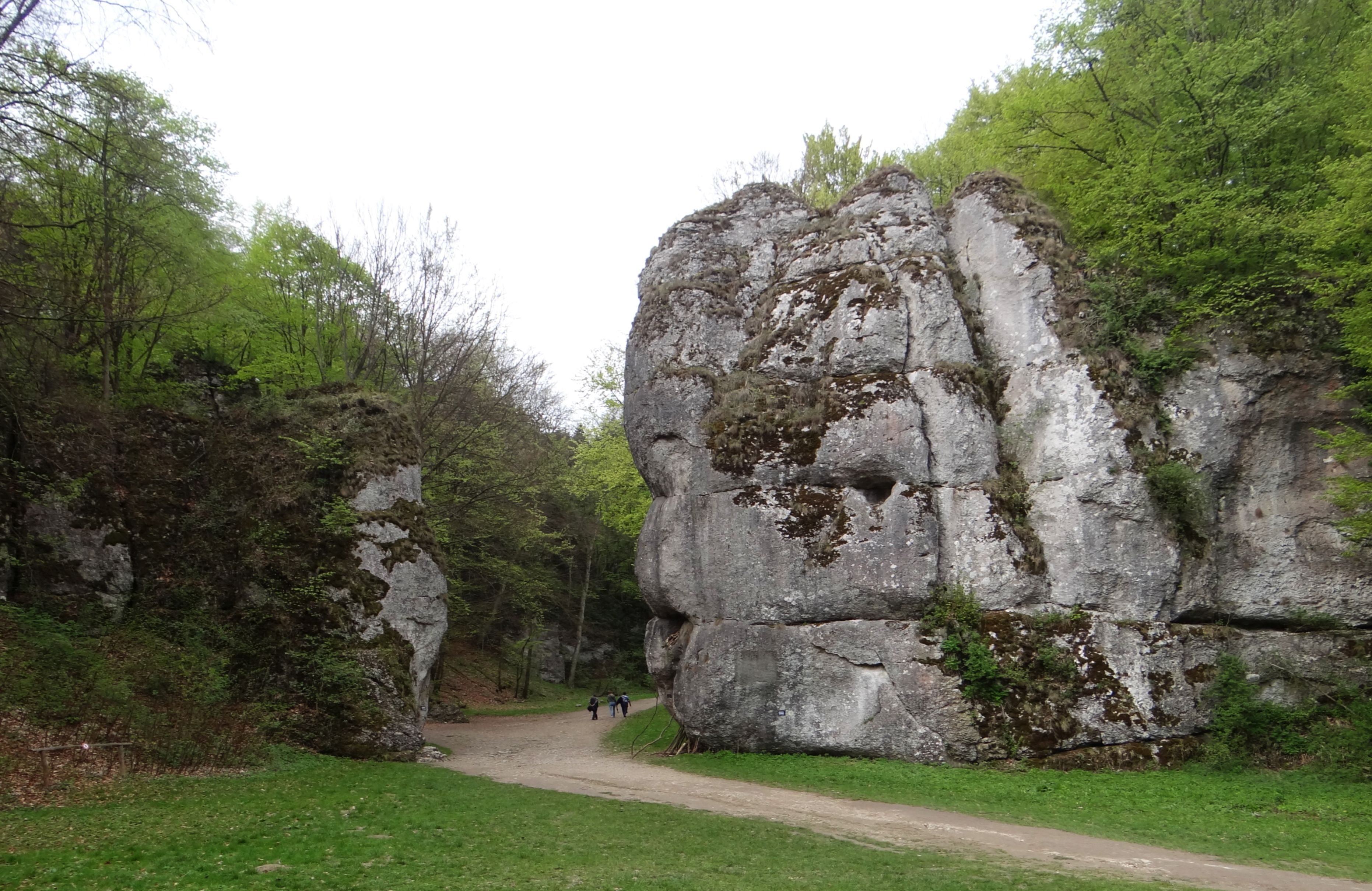
Brama Krakowska

Skalna brama (ang. rock gate, rock arch, natural bridge, niem. Felsentor, Felsbogen, czes. skalní brána) – jest to wyraźne zwężenie doliny, utworzone ze skał litych, często wapieni, dolomitów, piaskowców. Zwykle sklepione, choć czasami używa się nazwy skalna brama dla zwężenia doliny pozbawionego sklepienia. Dno skalnej bramy znajduje się na poziomie doliny, w przeciwieństwie do okna skalnego.
W przypadku stosunkowo dużej szerokości przy wąskim przykryciu mówimy o moście skalnym.
Skalne bramy występują na obszarach krasowych lub w górach płytowych. Powstają na drodze różnych mechanizmów, np. przez poszerzenie szczelin przez erozję płynącej wody, przez zachowanie części stropu jaskini po zawaleniu się jej pozostałych fragmentów, przez utkwienie bloku skalnego, który osunął się po zboczu doliny.